# Бизин, Николай Александрович
Николай Александрович Бизин (8 сентября 1923 года, пос. Малая Вишера Маловишерского уезда Новгородской губернии — 1994 год, там же) — участник Великой Отечественной войны, полный кавалер Ордена Славы (1958).

## Биография
Родился 8 сентября 1923 года в посёлке Малая Вишера Маловишерского уезда Новгородской губернии ныне Маловишерского района Новгородской области в семье рабочего. Окончил 7 классов, затем работал стекловаром на стекольном заводе.
В 1942 году был призван в РККА.
С 5 по 7 ноября 1944 года сержант Бизин, будучи командиром отделения 10-й отдельной мотоинженерной разведывательной роты 10-й штурмовой инженерно-сапёрной бригады 51-й армии 1-го Прибалтийского фронта, в составе группы в районе населённого пункта Дарбенай Кретингского района Литовской ССР разведал 4 огневые точки, 2 артиллерийские батареи и наличие подготовленной обороны противника. 28 декабря 1944 года награждён орденом Славы 3 степени.
11 февраля 1945 года перешёл линию фронта и в тылу противника в районе населённых пунктов Олыни и Иогули на территории Литовской ССР разведал участок вражеской обороны, выяснив места расположения огневых точек, которые затем были подавлены. 1 марта 1945 года награждён орденом Славы 2 степени.
2 марта 1945 года в районе города Лиепая Латвийской ССР разведал огневые точки противника и систему инженерных заграждений, что помогло нанести точный удар по противнику. 1 июня 1945 года награждён орденом Славы 2 степени, Указом Президиума Верховного Совета СССР от 27 февраля 1958 года перенаграждён орденом Славы 1 степени.
В 1947 году был демобилизован, после демобилизации жил в городе Малая Вишера.
Умер в 1994 году.

## Награды
- медаль «За отвагу» (20.9.1943)[4]
- орден Славы 3 степени (28.11.1944)[1]
- орден Славы 2 степени (1.3.1945)[2]
- орден Славы 2 степени (1.6.1945)[3], перенаграждён Орденом славы 1 степени (27.2.1958)